# Chiesa di San Giovanni Battista (Perugia, Pieve di Campo)
La chiesa di San Giovanni Battista è la parrocchiale di Pieve di Campo, frazione di Perugia, in provincia di Perugia e arcidiocesi di Perugia-Città della Pieve; fa parte della zona pastorale Valle del Tevere Sud.

## Storia
L'originario luogo di culto di Villa Campi fu forse edificato già intorno al 600, ma le prime testimonianze certe della sua esistenza risalgono soltanto al 1029, quando la plebem sancti Johannis in campo fu menzionata nel Registo dell'abbazia di Farfa, tra i beni confinanti con alcuni terreni donati al monastero da tal Ugo figlio di Alberico e dalla consorte Tediranda.
La chiesa fu in seguito nominata tra gli edifici dipendenti dal Capitolo della Cattedrale di Perugia e posti sotto la protezione dell'imperatore del Sacro Romano Impero, in un atto emanato da Federico Barbarossa il 13 novembre 1163; tali diritti furono confermati nel 1169 da papa Alessandro III e nuovamente nel 1189 da papa Clemente III. Successivamente, in particolar modo a partire dal XIV secolo, crebbe notevolmente l'importanza della pieve, che divenne il principale luogo di culto dei dintorni.
Nel 1756 l'edificio fu interessato da alcuni lavori edili.
Tra il 1828 e il 1829 la chiesa fu arricchita della torre campanaria, eretta sulla sinistra della navata.
Nel 1870 fu costruito l'organo da parte della ditta Morettini, mentre 15 anni dopo l'edificio fu sottoposto a importanti interventi di ristrutturazione, che comportarono l'allungamento della navata e l'aggiunta di una cappella, nonché la realizzazione della nuova volta di copertura dell'aula e delle decorazioni degli interni; al termine delle opere, il 7 giugno 1885 si impartì la consacrazione.
Altri lavori furono eseguiti nel XX secolo: nel 1916 l'edificio fu dotato di due cappelle ai fianchi della navata, mentre intorno al 1950 fu arricchito di una nuova facciata; infine, all'incirca nel 1970 la zona presbiteriale venne interessata all'adeguamento liturgico secondo le norme postconciliari, con l'aggiunta dell'altare a mensa rivolto verso l'assemblea.

## Descrizione

### Esterno
La facciata a capanna della chiesa, rivolta a oriente, presenta al centro il portale d'ingresso e sopra una finestra a tutto sesto, mentre ai lati è scandita da due lesene sorreggenti il timpano sopra il quale si erge una croce metallica.
Annesso alla parrocchiale è il campanile a base quadrata, la cui cella presenta su ogni lato una monofora a tutto sesto ed è coperta dal tetto a quattro falde.

### Interno
L'interno dell'edificio si compone di un'unica navata, coperta dal soffitto piano a cassettoni, sulla quale si affacciano le cappelle laterali e lei cui pareti sono abbellite da colonnine sopra le quali si impostano degli archi; al termine dell'aula si sviluppa il presbiterio, rialzato di un gradino, ospitante l'altare maggiore e chiuso dalla parete di fondo piatta.
Qui sono conservate diverse opere di pregio, tra le quali la pala ritraente la Madonna del Carmelo con i Santi Anna, Antonio di Padova, Francesco e Liborio, eseguita nel 1640 da mano anonima, la tela raffigurante la Madonna col Bambino con i santi Antonio di Padova e Rocco, il gruppo scultoreo avente come soggetto il Battesimo di Gesù, risalente al XVII secolo, il dipinto della Madonna col Bambino tra i santi Giuseppe e Sebastiano e la statua dell'Immacolata Concezione.